# Colostygia noricaria
Colostygia noricaria là một loài bướm đêm trong họ Geometridae.